# Grant Thomas (Radsportler)
Grant Thomas (* 16. Dezember 1945 in Walsall Wood; † 18. November 2020) war ein britischer Radrennfahrer und nationaler Meister im Radsport.

## Sportliche Laufbahn
Bis 1970 war Thomas in einer Reihe britischer Radrennen siegreich. Er war auch im Bahnradsport erfolgreich und gehörte zum Kreis der Kandidaten für den Bahnvierer für die Olympischen Sommerspiele 1968. In den Ausscheidungsrennen scheiterte er dann knapp. 1969 zog er gemeinsam mit Michael Bennett in die Niederlande um, um dort Rennen zu bestreiten. Seinen Lebensunterhalt bestritt er als Landarbeiter. 1970 wurde er Dritter in der Amateurausgabe des Rennens Rund um den Henningerturm und in der Ronde Mid Zeeland.
Sein erster internationaler Erfolg als Amateur war der Sieg im Grand Prix Felix Melchior in Luxemburg 1971. Danach gewann er einige Rennen in Belgien und in den Niederlanden, u. a. den Omloop van Zeeuws-Vlaanderen vor Arie Hassink. 1971 bestritt er für die britische Nationalmannschaft die Olympia’s Tour, das Milk Race und die Tour of Scotland.
Thomas startete in den nächsten Jahren überwiegend in britischen Rennen und gewann dabei eine Reihe von Kriterien und Rundstreckenrennen. 1973 gewann er die Meisterschaft der Amateure des Verbandes N.C.U. vor Dave Vose.
Im Bahnradsport gewann Thomas das Amateur-Sechstagerennen in Rotterdam mit Michael Bennett als Partner.
1979 kehrte er auf die britische Insel zurück und wurde er Berufsfahrer im Radsportteam Falcon und blieb bis 1981 Profi.